# Marie Uhlířová
Marie Uhlířová, roz. Zemanová (* 19. listopadu 1947 Brno), je česká šperkařka.

## Život
Otec Marie Uhlířové JUDr. Jaroslav Zeman byl správcem lesního hospodářství v Jaroměřicích. Tam po přestěhování do Brna trávila spolu se svým bratrem Karlem Zemanem (*1949, grafik, rytec, medailér) většinu prázdnin. V letech 1963–1967 studovala na Střední uměleckoprůmyslové škole (Škole uměleckých řemesel) v Brně a do roku 1974 pracovala v knihovně Jiřího Mahena v Brně. Samostatně vystavuje od roku 1977. V 80. letech se účastnila setkávání umělců a výtvarníků různých oborů na pražské Bertramce, kam jezdila s brněnskou textilní výtvarnicí a pozdější spolupracovnicí Liběnou Rochovou. Po roce 1989 byla členkou TT Klubu výtvarných umělců a teoretiků.

## Dílo
Marie Uhlířová začala nejprve experimentovat s plasty, ale brzy se přiklonila ke kombinaci dřeva a kůže s drahými kameny. Původní zoomorfní motivy postupně zaměnila za vegetativní tvary listů, okvětí, pupenů a plodů.
Z ušlechtilého dřeva nejdříve vyřezávala asymetrické ozdoby, které zavěšovala na kožený obojek. Zaměřila se především na precizní řemeslné zpracování včetně technických detailů a uplatnila přirozenou barevnost jemně odstupňovaných valérů okrů a hnědí. Později obtáčela proužky barevné kůže kolem provázků a jejich svazky upínala do dřevěných objímek. V některých špercích použila jako kontrast k přírodnímu nebo barvenému dřevu plochu leskle perleti nebo zlata a tyrkysové nebo červené barvy. Do dřeva zasazuje achátové mugle, čočky z rohoviny nebo krystaly polodrahokamů.
Marie Uhlířová patří mezi výtvarníky, kteří utvářeli charakter českého šperku na konci 20. století. Její neobvyklé šperky z přírodních materiálů často doplňují originalitu modelů Liběny Rochové, se kterou dlouhodobě spolupracuje.

### Zastoupení ve sbírkách
- Moravská galerie v Brně[8]
- Muzeum města Brna
- Muzeum skla a bižuterie Jablonec nad Nisou

### Výstavy

#### Autorské (výběr)
- 1977 Galerie mladých, Brno
- 1978 Galerie Karolina, Praha
- 1979 Malá galerie Československého spisovatele Praha
- 1983 Galerie mladých, Brno (s Liběnou Rochovou)
- 1988 Galerie Dílo, Brno
- 1989 Galerie Karolina, Praha
- 1995 Moravská galerie v Brně
- 2013 Zastavení (s Karlem Zemanem), Jaroměřice
- 2020 Vlasta Baránková obrazy a kresby, Marie Uhlířová šperky, Galerie z ruky, Doubravník

#### Kolektivní (výběr)
- 1967 Výstava mladých, Dům umění města Brna
- 1980 Současný šperk, Hankův dům, Dvůr Králové nad Labem
- 1981 Pražský salon, Výstaviště
- 1981, 1982, 1983, 1985 Bertramka, Praha
- 1981/1982 Drahé kameny ČSSR, Národní muzeum Praha, Drážďany, Idar-Oberstein, Vídeň, Štýrský Hradec
- 1983 Současný oděv a šperk, kolonáda, Mariánské Lázně
- 1984 Oděv a šperk, Muzeum Rakovník
- 1985 60 let Střední uměleckoprůmyslové školy, Dům umění města Brna
- 1986 Oděvy a doplňky, Galerie Na Můstku, Praha
- 1986 Mezinárodní bienále užitého umění, Bratislava
- 1986 Babí léto ´86, Maltézská zahrada, Praha
- 1986 Dny kultury ČSSR, Vídeň
- 1987 Moravský šperk, Moravská galerie v Brně
- 1987 Mezinárodní výstava bižuterie, Muzeum skla a bižuterie, Jablonec nad Nisou
- 1988 Oděvy-šperky-doplňky, Galerie Na Můstku, Praha
- 1990 Kov a šperk: Oborová výstava, Galerie Václava Špály, Praha
- 1990/1991 Mnichov, Hannover, Klagenfurt, Hannover
- 1992 Vally, Colorado, USA
- 1992 Aura, Výstava drobnej plastiky, umeleckého šperku a odevného doplnku, Galéria mesta Bratislavy
- 1993 Moravský drahý kámen v uměleckém řemesle, Moravská galerie v Brně
- 1993 Kov – šperk 1993, Dům umění města Brna
- 1993 Mezi tradicí a postmodernou, Moravská galerie v Brně

### Diplomová práce
- Jana Maršíková, Šperk z netradičních materiálů, PedF UK Praha 2008 on line

### Katalogy

#### Autorské
- Alena Konečná: Marie Uhlířová – šperky, Liběna Rochová – oděv, Brno 1983
- Alena Křížová: Marie Uhlířová: šperky : Moravská galerie v Brně, Uměleckoprůmyslové muzeum 1995, ISBN 9788070270455

#### Kolektivní
- Jana Moravcová, Současný šperk, Hankův dům, Dvůr Králové nad Labem 1980
- Zdeněk Čubrda, Otakar Hubáček, Výtvarní umělci Jihomoravského kraje, Jihomoravská krajská organizace SČVU 1985
- Alena Křížová, Moravský šperk, Moravská galerie v Brně 1987
- Věra Vokáčová, Kov a šperk: Oborová výstava, Unie výtvarných umělců České republiky 1990
- Alena Křížová, Kov – šperk 1993, Dům umění města Brna 1993

### Články
- Záznamy, Umění a řemesla 1, 1982, s. 52–54
- Zdeněk Haken,České kameny, Umění a řemesla 2, 1982, s. 26–32
- Věra Vokáčová, Známé i neznámé drahokamy Československa, Domov 5, 1982, s. 23–26
- Lea Holešovská, Mladí šperkaři na Moravě, Bulletin Moravské galerie 35, 1983, s. 42–45

### Souborné publikace
- Alena Křížová, Proměny českého šperku na konci 20. století, Academia, Praha 2002, ISBN 80-200-0920-5
- Iva Knobloch Janáková, Radim Vondráček (eds.), Design v českých zemích 1900–2000, UPM, Academia, Praha 2016, ISBN 978-80-200-2612-5 (Acad.), ISBN 978-80-7101-157-6 (UPM)